# Nebbiuno
Nebbiuno (piemontesisch Nibiun, lombardisch Nebiün) ist eine Gemeinde mit 1841 Einwohnern (Stand 31. Dezember 2023) in der italienischen Provinz Novara (NO), Region Piemont.
Die Nachbargemeinden sind Armeno, Lesa, Massino Visconti, Meina und Pisano (Piemont).
Das Gemeindegebiet umfasst eine Fläche von 8 km².